# Obelisco de Campo Grande

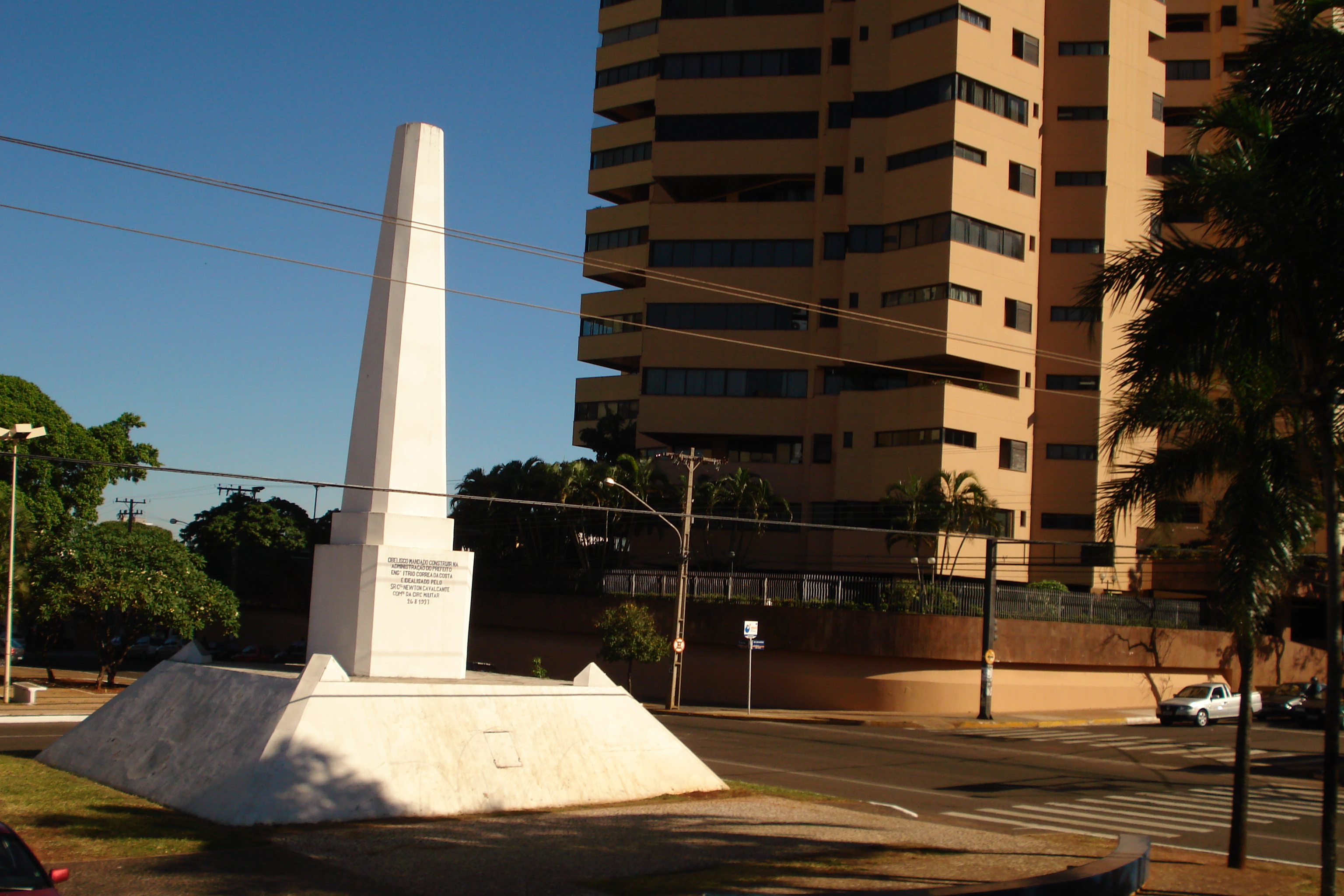
Imagem do obelisco em 2006.

O Obelisco de Campo Grande é um monumento construído em homenagem ao fundador da cidade, José Antônio Pereira. O Obelisco é um monumento sob os cuidados da Prefeitura de Campo Grande (Mato Grosso do Sul). 
No mês de maio, o Obelisco fica iluminado de verde em apoio a campanha de prevenção a cegueira do Conselho Brasileiro de Oftalmologia (CBO) e a Sociedade Brasileira de Glaucoma (SBG).

## História
Sua inauguração ocorreu no dia 26 de agosto de 1933, na gestão do então Prefeito Ytrio Corrêa da Costa, num projeto do Engenheiro Newton Cavalcante, na época comandante da Circunscrição Militar. Após ter sido tombado como Patrimônio Histórico de Campo Grande em 26 de Setembro de 1975.